# Планетарій у зоопарку (Берлін)
Планетарій у зоопарку (нім. Planetarium am Zoologischen Garten або Planetarium am Bahnhof Zoo) — колишній планетарій в Берліні, побудований у 1926 році, сильно пошкоджений під час Другої світової війни та остаточно знесений у 1955 році.

## Історія
Ідею побудови планетарію запропонував Оскар фон Міллера, голова Німецького музею в Мюнхені. Її реалізували у співпраці з заводом Zeiss в Єні. Директором планетарію був Ріхард Зоммер (1888—1982), учень астронома Вільгельма Ферстера і майбутній директор Обсерваторії Архенгольда.
Планетарій показував усе зоряне небо, включно з південними сузір'ями. Він був зручно розташований біля Зоологічного саду, навпроти залізничного вокзалу та ліворуч від Левових воріт. Після серйозних пошкоджень під час Другої світової війни будівлю знесли в 1955 році без планів реконструкції, оскільки планувалося будівництво нового планетарію на горі Інзуланер.